# 大府市立北山小学校
大府市立北山小学校（おおぶしりつきたやましょうがっこう）は、愛知県大府市にある市立小学校。
平成15年度に文部科学省から「放課後学習チューターの配置等に係る調査研究」の指定を受け、学区内にある中京女子大学（現・至学館大学）と連携している。

## 沿革
- 1971年（昭和46年） - 開校[3]。
- 1979年（昭和54年） - 特殊学級を設置[4]。
- 1982年（昭和57年） - 一部校区が大府小学校区に変更[3]。

## 学校行事
- 入学式
- 観劇会
- 寿大学との交流会
- 運動会
- スマイルタイム
- 卒業式

ほか

## 通学区域
- 大府市[5]
  - 共和町（まち）大池下
  - 東新町一丁目の一部、四丁目、五丁目、六丁目
  - 共栄町全域（八丁目および九丁目の一部を除く。）
  - 梶田町全域
  - 北山町一丁目、二丁目、三丁目の全域および四丁目の一部
  - 横根町坊主山、梶田、石亀戸、箕手、茨狭間、名高山
  - 北崎町（まち）井田、福池、清水ケ根
  - 神田町一丁目の一部

## 進学先中学校
- 大府市立大府北中学校

## 学区 / 校区内の主な施設
- 北山公民館
- 至学館大学
- 二ツ池公園

## 交通アクセス
- JR東海道本線「共和駅」から1,800m